# 湯沢町歴史民俗資料館 「雪国館」
湯沢町歴史民俗資料館 「雪国館」（ゆざわまちれきぎみんぞくしりょうかん ゆきぐにかん）は新潟県南魚沼郡湯沢町にある博物館施設。

## 概要
1977年（昭和52年）開館。湯沢町の歴史や暮らしを紹介する民俗資料のほか、小説『雪国』と作者・川端康成ゆかりの関係資料を収蔵・展示している。

## 施設

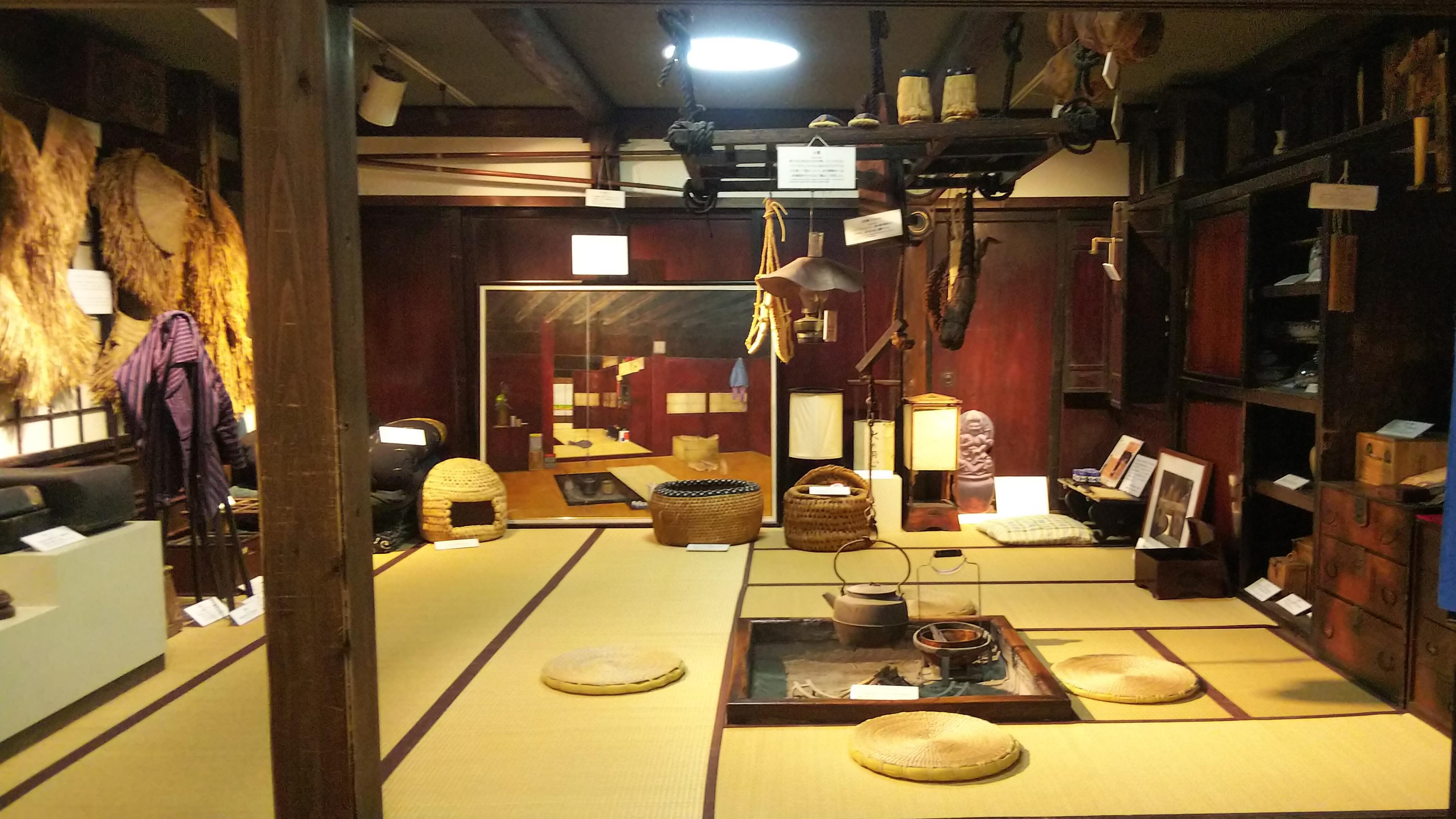
雪国の住生活
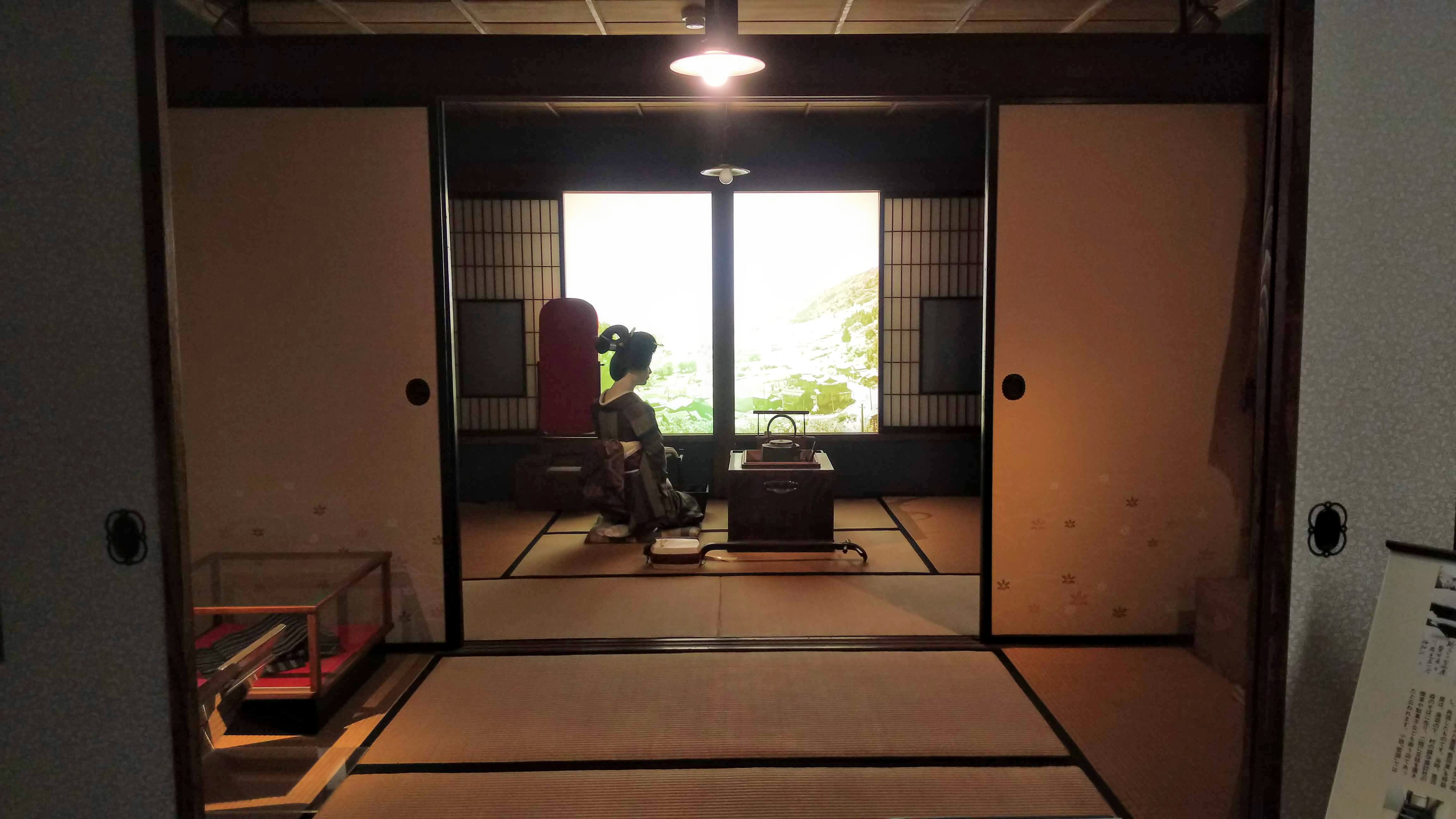
駒子の部屋

- 1F - ギャラリー『雪國』日本画の世界
  - 駒子の部屋 - ヒロイン駒子のモデルとされる松栄が住んでいた部屋を移築
  - ギャラリー『雪國』日本画の世界
  - 川端康成・秀子遺愛寄贈品コーナー
- 2F - 湯沢町情報発信・雪国ふれあい広場
  - 受付・管理室
  - 雪国の住生活コーナー - 民家の茶の間を移築し、昭和初期頃までの生活の様子を再現
- 3F - 湯沢町歴史民俗コーナー
  - 四季の民俗コーナー - 四季の作業に合わせた道具の展示
  - 湯沢の歴史コーナー - 地元で出土した約27万枚の石白古銭、三国街道やスキー関係の資料を展示
  - 書籍・閲覧コーナー

## 利用詳細
- 休館日 - 水曜日（祝日の場合は翌日が休館日）・8月は無休
- 開館時間 - 午前9時 - 午後5時（入館は午後4時30分まで）
- 入館料 - 大人500円（15名以上の団体は400円）・子供250円（15名以上の団体は200円）
- 駐車場 - 普通車10台、大型車2台（無料）

### アクセス
- 公共交通機関
  - 越後湯沢駅西口より徒歩約7分
- 自家用車
  - 関越自動車道湯沢ICより車で約5分